# Gonzalo de Berceo

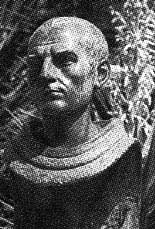
Gonzalo de Berceo

Gonzalo de Berceo (ur. ok. 1190, zm. 1240) – pierwszy znany z nazwiska poeta hiszpański, autor żywotów świętych, literatury maryjnej i utworów przeznaczonych do wykorzystania podczas nabożeństw.
Pochodził z okolic Calahorry i przez całe życie związany był jako świecki ksiądz z pobliskim klasztorem benedyktyńskim w San Millán de la Cogolla, gdzie mógł korzystać z biblioteki i zdobywać wiedzę. Jego twórczość przeznaczona była przede wszystkim dla ludzi prostych, sam twierdził, że jest "żonglerem świętych". Używał strofy cuaderna vía, swoją poezję określał jednak mianem prozy (hiszp. prosas). Tworzył utwory hagiograficzne, poświęcone m.in. św. Dominikowi oraz patronom swojego klasztoru – św. Millanowi i św. Orii. Był także autorem liryki maryjnej, na którą składały się żale (hiszp. duelos), cuda (hiszp. milagros) i pochwały (hiszp. loores), m.in. zebranej w tomie Milagros de Nuestra Señora (tom ten powstał być może pod wpływem Les Miracles de la Sainte Vierge Gautiera de Coincy). Przez długi czas Gonzalowi de Berceo przypisywano także błędnie autorstwo poematu Księga o Aleksandrze.
Jego utwory religijne podejmowały nie tylko tematykę chrześcijańską, ale zawierały ponadto obserwacje obyczajowe i opisy pejzażu. Język poetycki Gonzala de Berceo charakteryzował się prostotą i zawierał niejednokrotnie zwroty z języka potocznego.